# موزه مراکش
موزه مراکش یک موزه و کاخ تاریخی است که در مرکز بافت قدیمی شهر مراکش، در کشور مراکش واقع شده است. اضافه بر معماری چشمگیر این کاخ، مجموعهٔ موزه آثار هنری مختلف تاریخی و هنر معاصر مراکش را در معرض تماشا قرار داده است.